# 巴勒斯坦钥匙

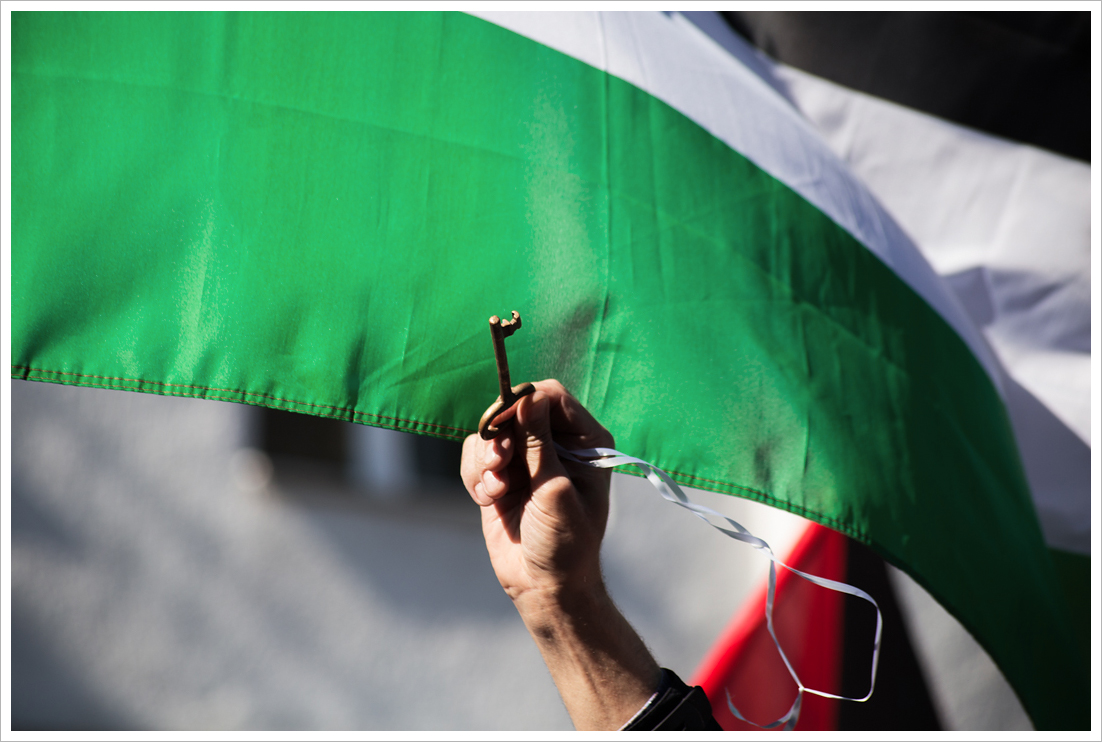
在柏林的灾难日示威游行中展示的巴勒斯坦钥匙模型

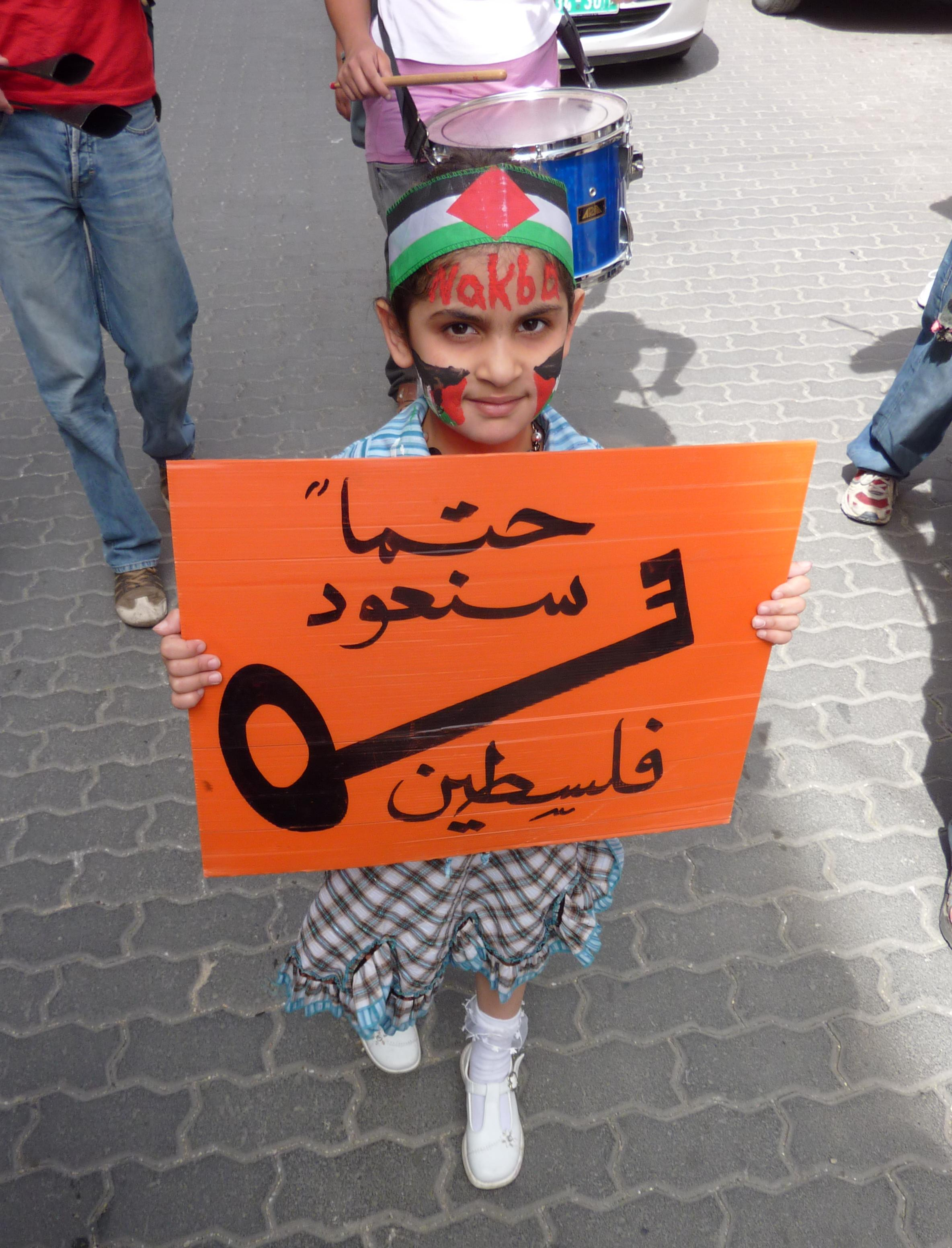
伯利恒的巴勒斯坦女孩于2010年灾难日纪念游行中展示的带有钥匙图像的标语，标语中用阿拉伯文写道我们会回归巴勒斯坦（حتماً سنعود فلسطين）

巴勒斯坦钥匙是巴勒斯坦人在1948年大灾难中流离失所的象征。当原英属巴勒斯坦托管地的过半本土阿拉伯人口在那一年5月14日，因为犹太定居者在此地建立以色列国而被暴力驱逐出原本的家园并被禁止返回，钥匙便成为了巴勒斯坦难民对于重返家园和祖宅的希望。

## 描述
巴勒斯坦钥匙的模型一般是以被放大的外观和定格在1940年代的样式出现。
放大的模型一般会出现在难民营和世界范围内的示威活动，作为争取巴勒斯坦难民返回权的象征。